# Dr. Martens
Dr. Martens — британський бренд взуття та одягу, а також супутніх товарів – засобів догляду за взуттям, сумок тощо. Інші поширені назви доктор Мартенс, Док Мартенс чи просто Доки. Взуття вирізняється підошвою з повітряною подушкою (підошвою, що "стрибає"), формою верхньої частини, литою конструкцією та жовтими швами. Черевики були улюбленим одягом різних субкультур Британії: у 1960-ті їх почали носити скінхеди, а до кінця 1980-х вони були популярні у водіїв скутерів, панків, деяких музикантів нової хвилі та інших молодіжних субкультур.
У 2006 році модель черевика «Griggs' 1960 Dr. Martens AirWair» була включена до переліку ікон дизайну Британії, куди також потрапили літак Конкорд, автівки Mini, Jaguar E-Type, Aston Martin DB5, Supermarine Spitfire, карта лондонської підземки, Всесвітнє павутиння та автобус AEC Рутмастер.

## Історія

### Заснування
Клаус Мертенс був лікарем Вермахту під час Другої світової війни. У відпустці 1945 року він пошкодив ногу, катаючись на лижах у Баварських Альпах і виявив, що стандартні армійські чоботи були дуже незручними для його ноги. На лікуванні він розробив поліпшення для черевиків, з м'якою шкіряною устілкою та підошвою з повітряною подушкою, виготовленою з шин. Коли війна закінчилась, він отримав трохи шкіри з місцевого магазину та створив перші чоботи за своїм дизайном.

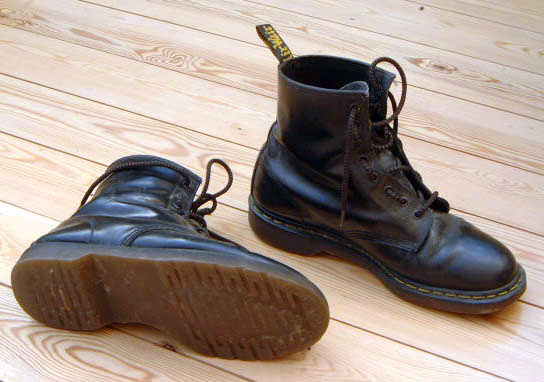
Класичні шкіряні чоботи «Griggs' Dr. Martens», з виразним жовтим швом довкола підошви

Мертенс не мав успіху у продажі своїх чобіт, доки не зустрівся зі старим другом по університету, люксембуржцем Гербертом Функом, у Мюнхені 1947 року. Функа зацікавив новий дизайн черевиків і вони того ж року заснували бізнес у Зесгаупті, Німеччина, використовуючи стару гуму з аеродромів Люфтваффе. Зручні черевики сподобались домогосподаркам — протягом першої декади 80 % продажів були жінками за 40 років.
До 1952 року вони вже відкрили фабрику у Мюнхені.

### Велика Британія
У 1959 році Мертенс та Функ шукали можливість виходу на міжнародні ринки і британський виробник взуття «R. Griggs Group Ltd.» придбав патентні права на виробництво взуття у Великій Британії. Компанія надала більш англійського звучання назви, трохи покращила підйом, додала знаковий жовтий шов та дала торгову марку подошві як «AirWair».

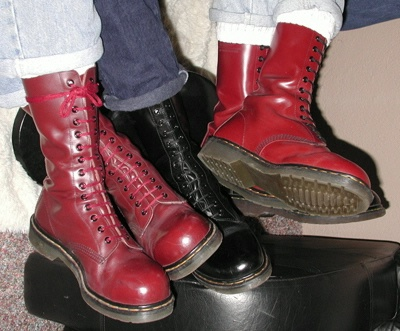
Вишневі та чорні черевики «Dr. Martens» на 14 пар дірок для шнурків

Перші «Dr. Martens» у Великій Британії почали продаватись 1 квітня 1960 року (як стиль 1460 вони досі у виробництві); вони мали вісім люверсів та гладку шкіру кольору бичачої крові. Черевики Dr. Martens вироблялись на фабриці на вулиці Коббс Лейн у Волластоні, Нортгемптоншир (яка досі працює). Крім того, інші виробники взуття у Нортгемптонширі також їх виробляли за ліцензією, якщо вони дотримувались стандартів якості. Черевики були популярні серед робочих, листонош і поліцейських. Наприкінці 1960-х їх почали носили скінхеди, а наприкінці 1980-х стали популярними серед водіїв скутерів, панків, деяких музикантів нової хвилі та членів інших молодіжних 
субкультур. Популярність черевиків серед скінхедів створило асоціацію бренду з насильством.
У 1990-х чоботи та черевики отримали додаткову популярність з ростом грандж-моди. Наприкінці листопада 1994 року, 6-поверховий універмаг Dr. Martens відкрився у лондонському Ковент-Гардені, який продавав взуття, їжу, пояси та годинники. На той час в компанії R. Griggs працювало 2 700 осіб, річна виручка складала до £170 млн., а кількість вироблених пар могла сягати 10 млн. Dr. Martens був спонсором футбольного клубу "Rushden & Diamonds F.C." у 1998-2005 рр. Dr. Martens також був одним з основних спонсорів клубу Прем'єр-ліги, Вест Гем Юнайтед до 2009 року.
У 2000-ті Dr. Martens продавались виключно під назвою AirWair та мали десятки різних стилів, у т.ч. звичайні чорні чоботи, сандалі та чоботи зі сталевими носками. Виручка AirWair International впала з $412 млн. у 1999 р. до $127 млн. у 2006 р. У 2003 році компанія Dr. Martens майже збанкрутувала. Першого квітня того року компанія під тиском падаючих продаж припинила виробництво взуття у Великій Британії, та перенесла все виробництво у КНР та Таїланд. В результаті компанія закрила 5 фабрик та два магазини у Великій Британії та звільнила понад 1000 людей. Після закриття у компанії R. Griggs працювало лише 20 людей у Великій Британії, всі - у головному офісі. У 2003 році було продано 5 млн.пар Dr. Martens, тобто лише половина річних продаж у 1990-ті.

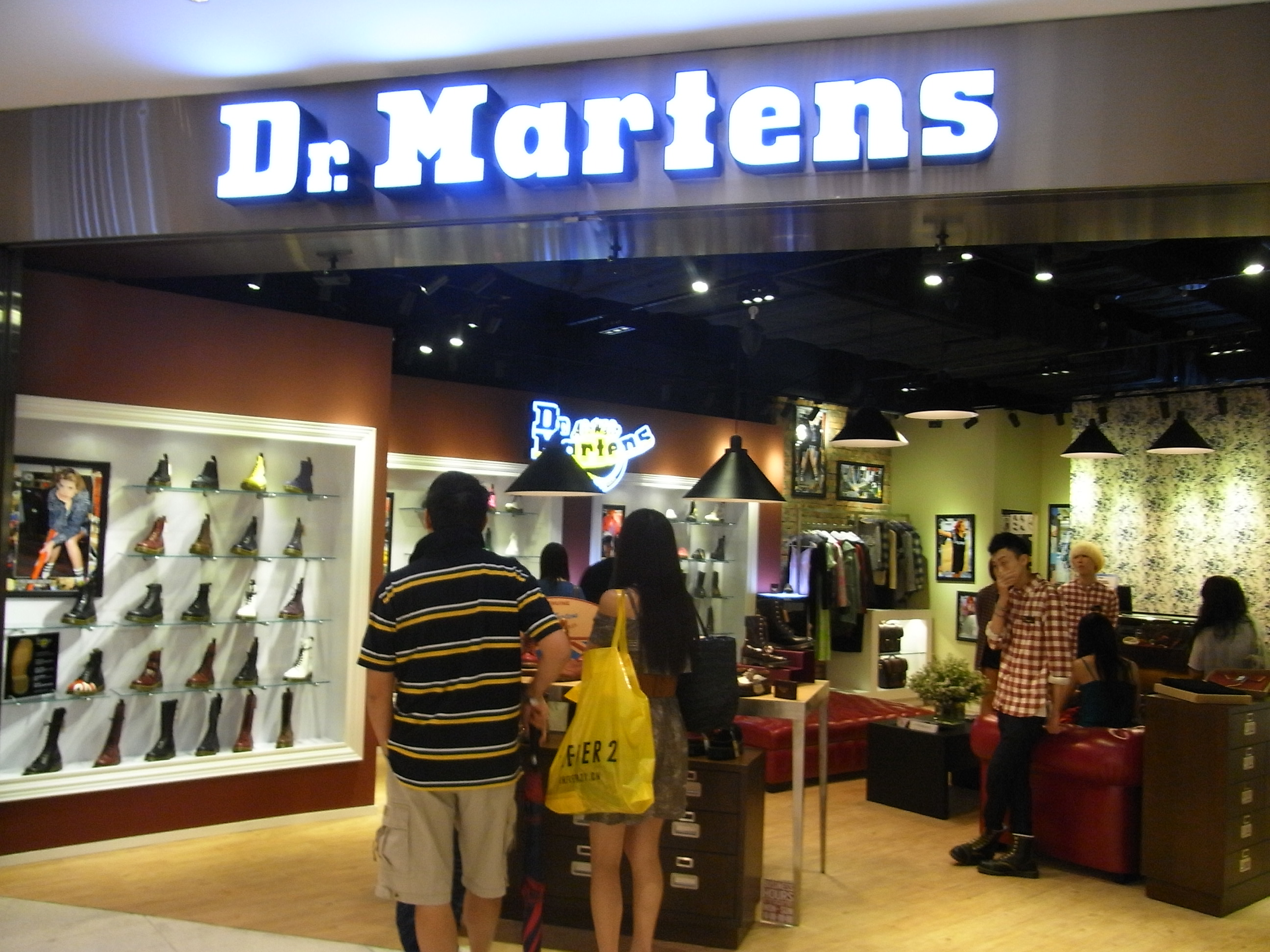
Магазин Dr. Martens у Гонконгу (2012)

З метою залучення більш широкого ринку, особливо молоді, у 2004 році були запущені нові моделі Dr. Martens. Черевики та чоботи стали більш комфортними, легше розношувались та включали нові елементи дизайну. Взуття Dr. Martens також знову почало вироблятись на фабриці у Волластоні, як лінія «Vintage», що рекламується, як виготовлена за оригінальними специфікаціями. Однак продажі цієї лінії незначні у порівнянні з продажами інших ліній, виготовлених у Азії. 2005 року компанія R. Griggs отримала нагороду від «Institute for Turnaround» за успішну реструктуризацію.
На початку 2010-х світові продажі черевиків Dr. Martens активно зростали і у 2012 році компанія стала восьмою за швидкістю зростання британською компанією. З 1960 по 2010 було продано понад 100 млн. пар черевиків, а станом на 2010 рік компанія пропонувала 250 різних моделей взуття. Компанія R. Griggs відкрила 14 нових магазинів Dr. Martens у Великій Британії, США та Гонконгу у 2009-2011 рр. та запустила лінію одягу у 2011 р. Марка Dr Martens подала ряд судових позовів у 2016 році переважно з питань торгових марок.
У січні 2021 року компанія Dr. Martens була зареєстрована на Лондонській фондовій біржі за ціною 3,7 мільярда фунтів стерлінгів.

## Колаборації зі знаменитостями
Хоча класичні черевики завжди залишаються бестселерами, Dr Martens не залишається осторонь сучасності. Бренд стежить за тенденціями та шукає шляхи для інновацій. Сильний вплив мають колаборації з дизайнерами. Особливо коли Marc Jacobs і Dr. Martens об'єдналися, це послужило обопільному розширенню аудиторії та створили жіночі черевики Доктор Мартінс. Крім того, є проєкти з гуртами та співаками. Це була ще одна історія успіху, коли Dr. Martens співпрацював із Joy Division. Шанувальники гурту просто обожнювали цю марку і демонстрували це своїми покупками. Оскільки співпраця робить свій внесок у загальну картину, вірно й те, що ікони моди надають Dr. Martens значну допомогу. У 90-х роках Роберт Сміт із гурту Cure носив чоловічі черевики Dr Martens. Це дало величезний поштовх розвитку бренду. Коли Джіджі Хадід одягла Dr. Martens 2019 року, ефект був ще сильнішим: усі міленіали побігли в магазини. А саме, ікони відіграють свою роль у поверненні бренду.

## Зміна власника
У жовтні 2013 приватна компанія Permira придбала R. Griggs Group Limited (власника марки Dr. Martens) за суму порядка £300 млн.

## Галерея

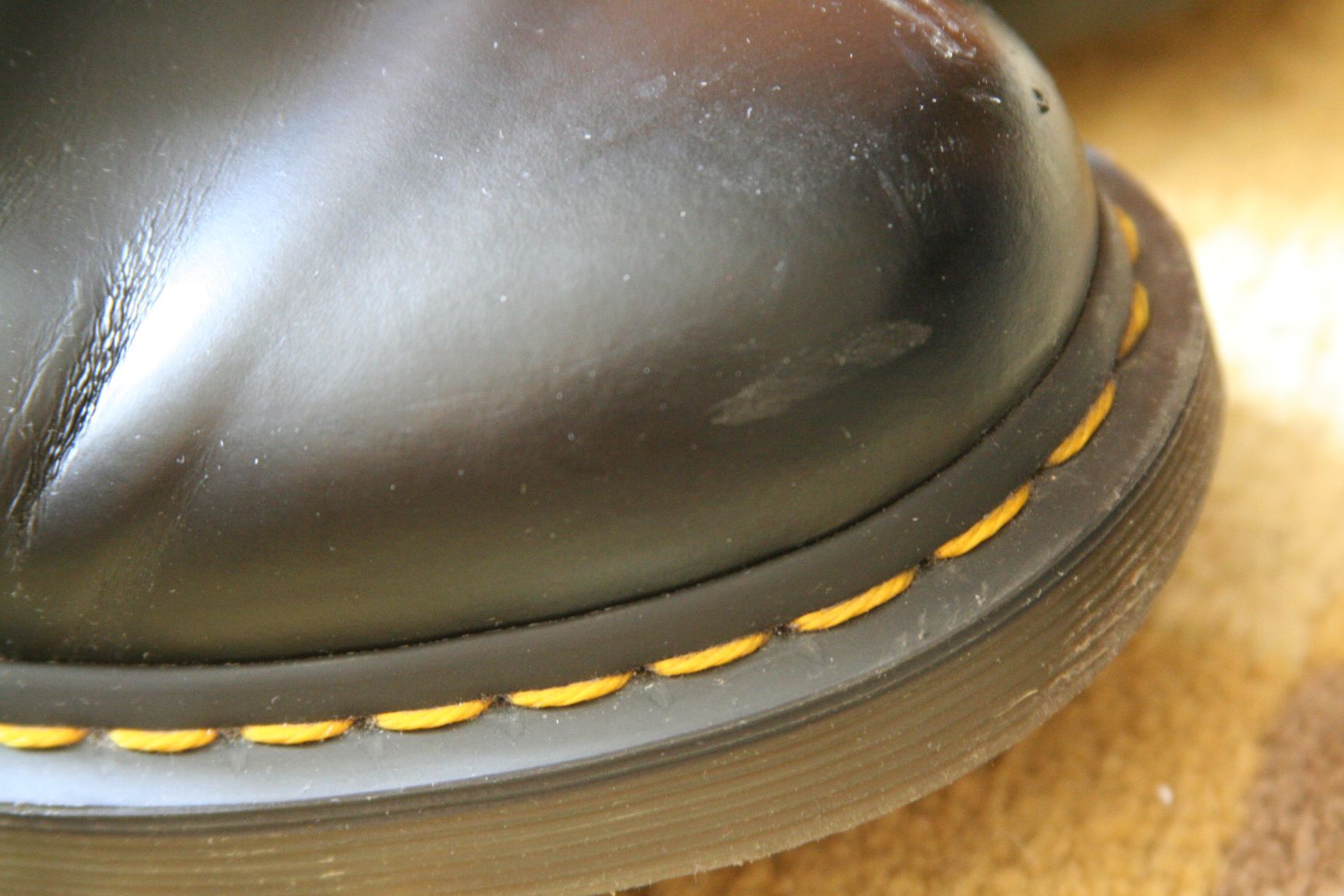
Виразний жовтий шов на черевику Dr. Martens.
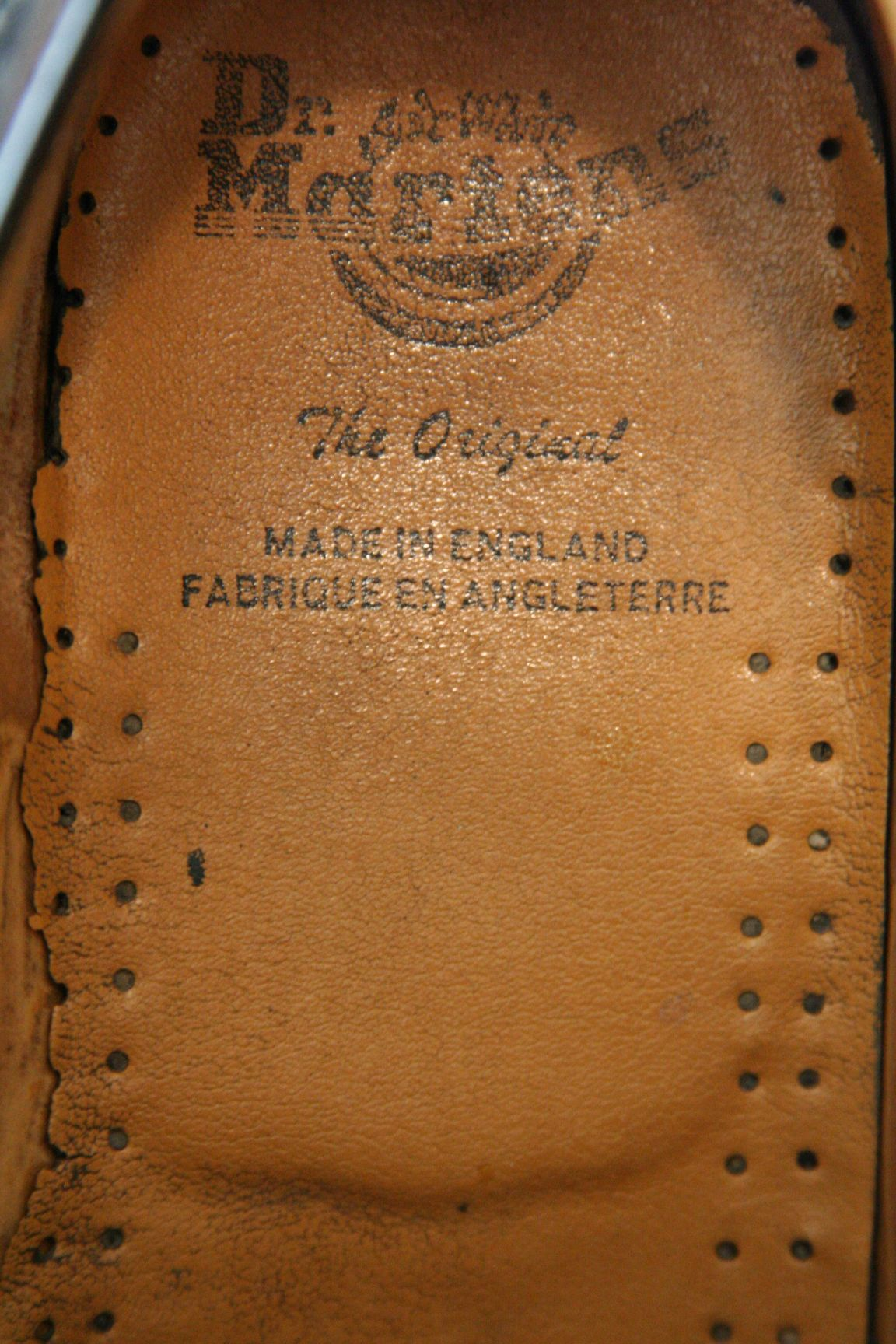
Устілка Dr. Martens, зроблена до 2003 року у Англії.
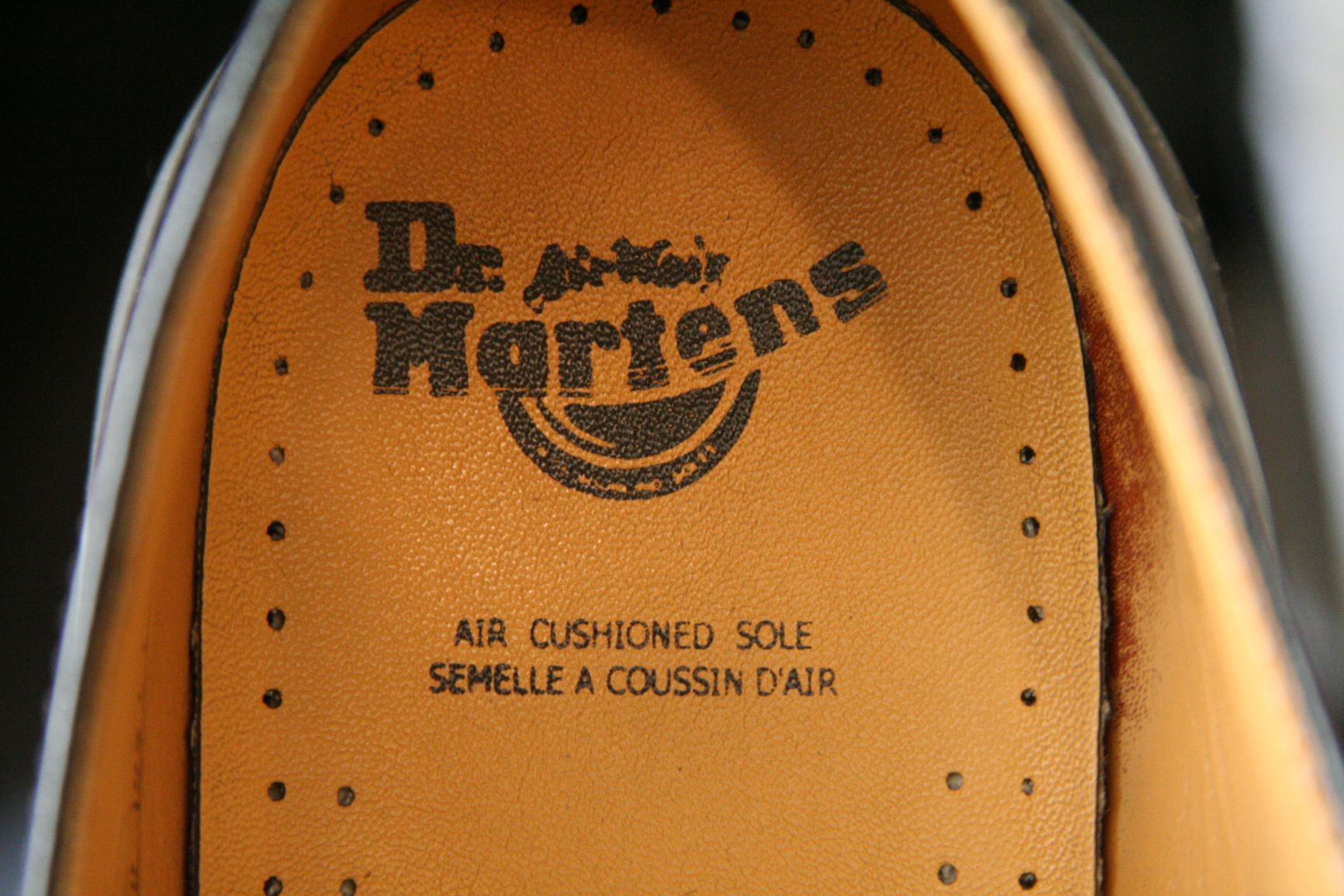
Устілка Dr. Martens, зроблена після 2003 року у Таїланді.
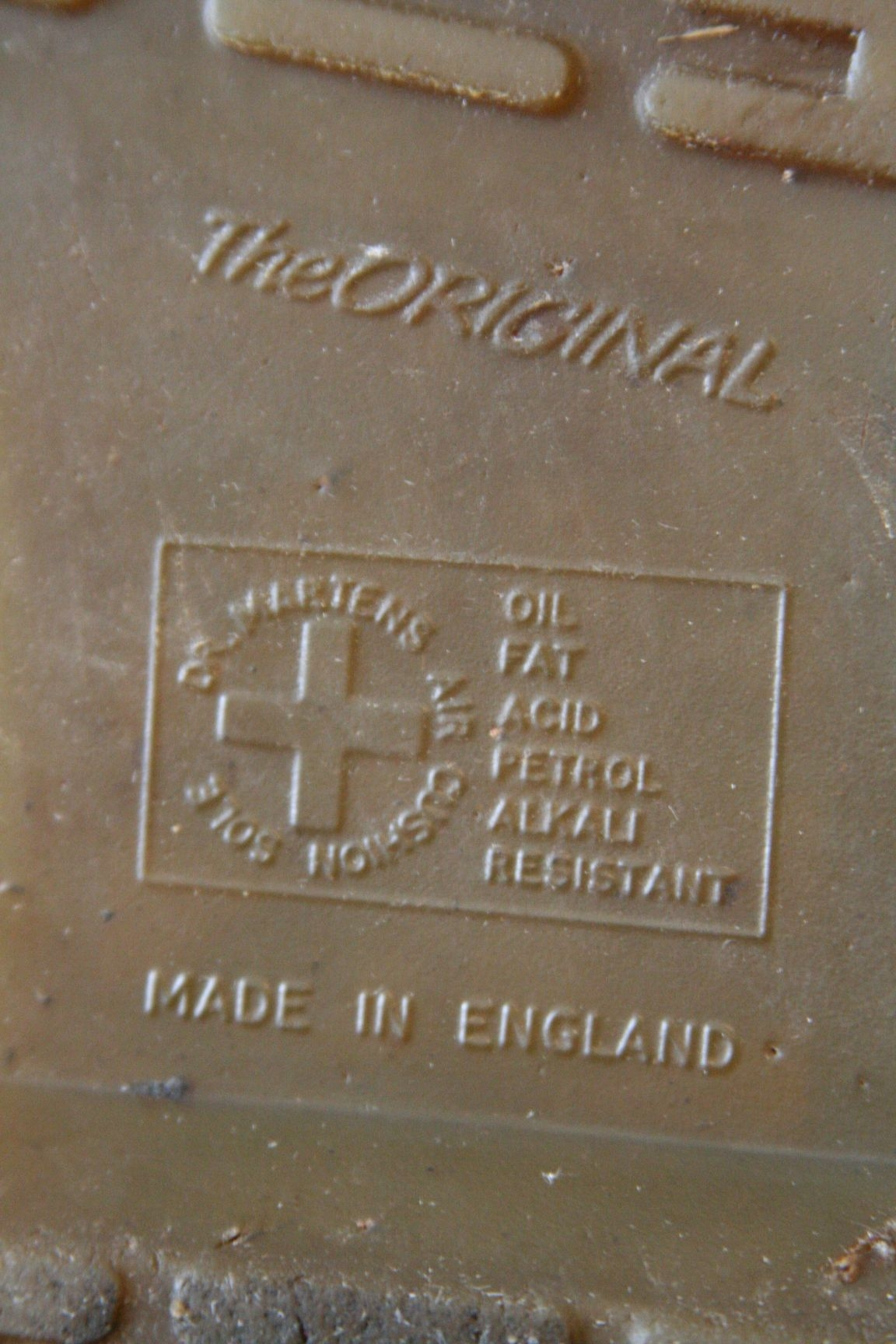
Підошва Dr. Martens, зроблена до 2003 року у Англії
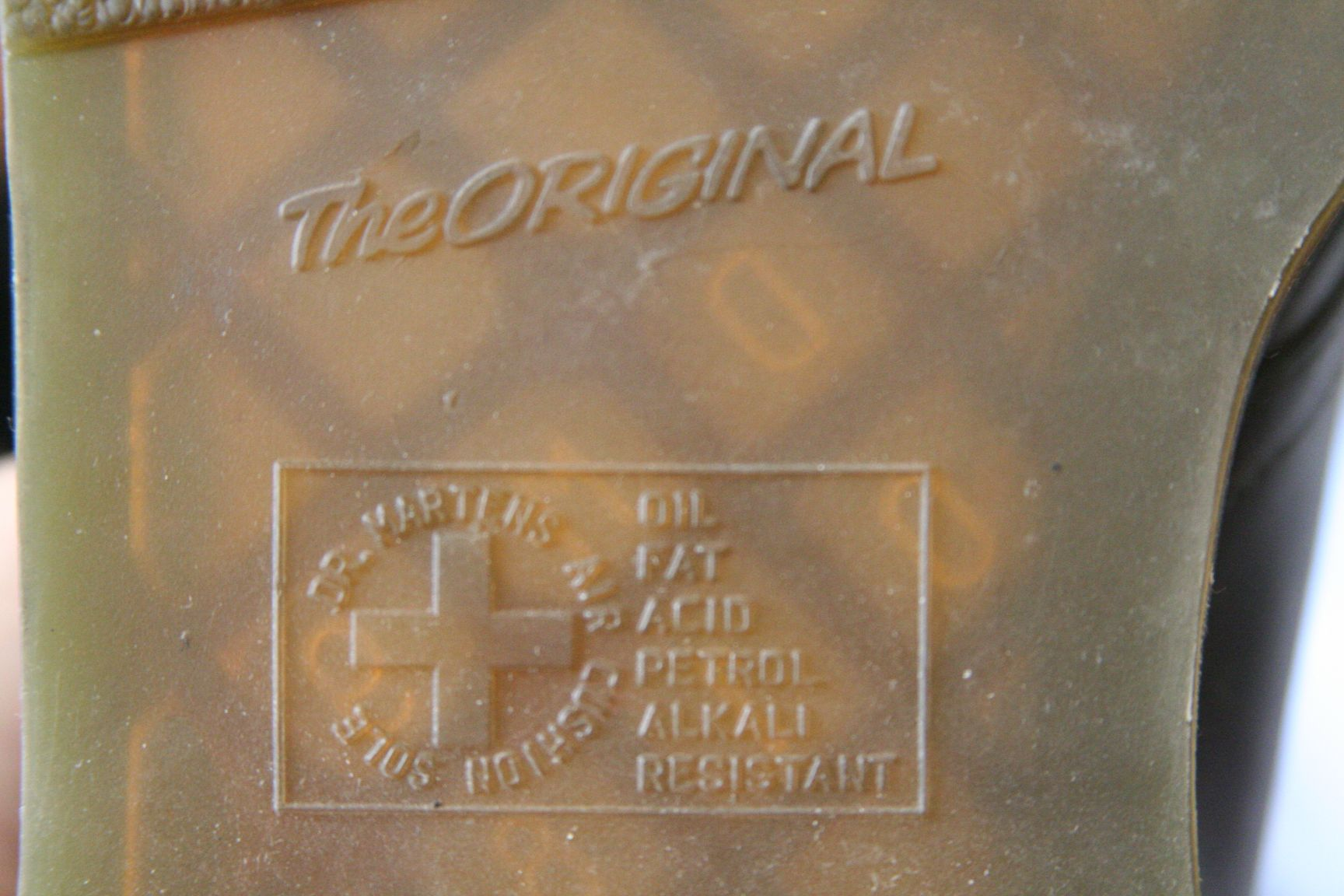
Підошва Dr. Martens, зроблена після 2003 року у Таїланді.
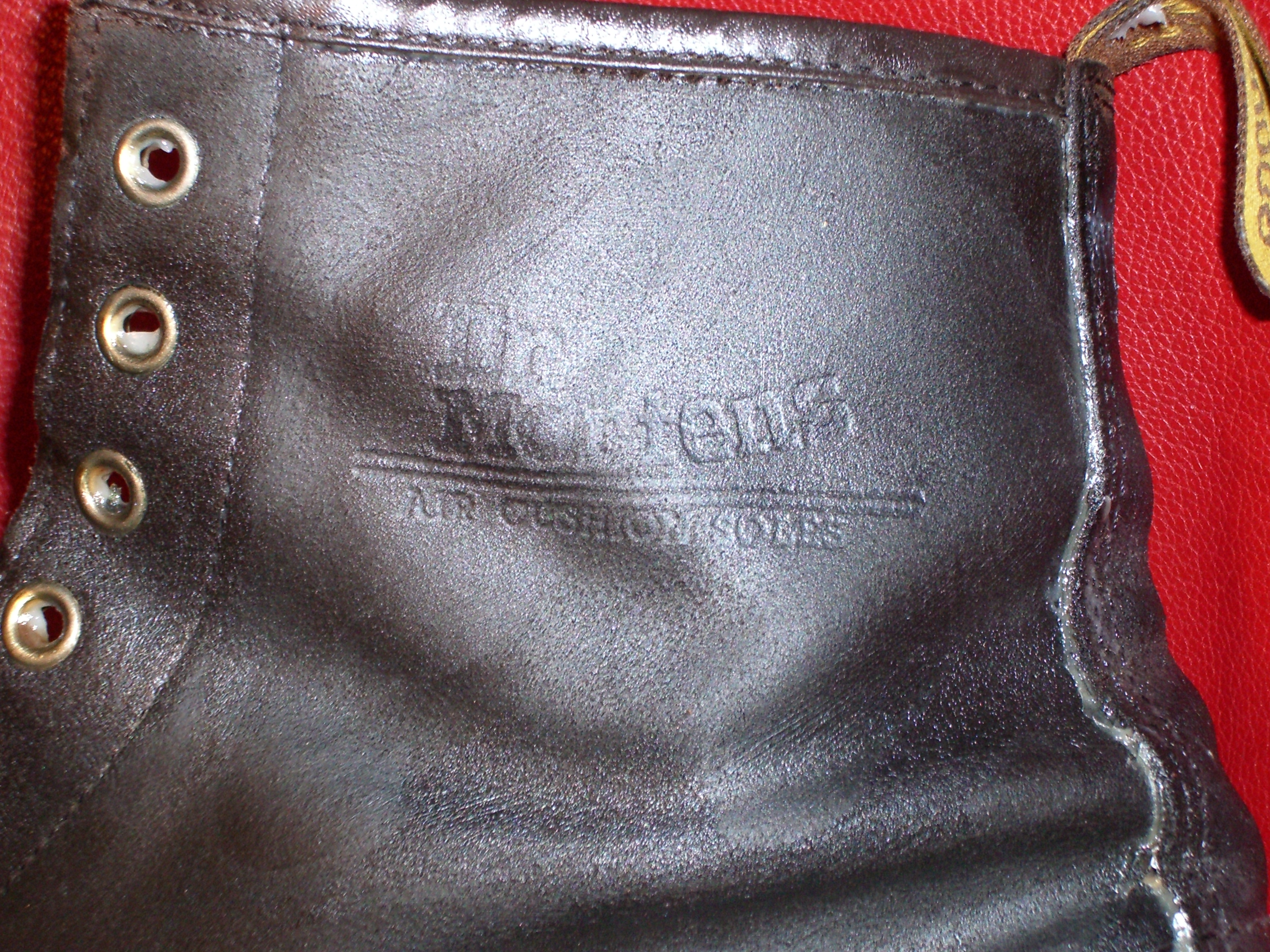
Лого Dr. Martens на зовнішній стороні черевика.
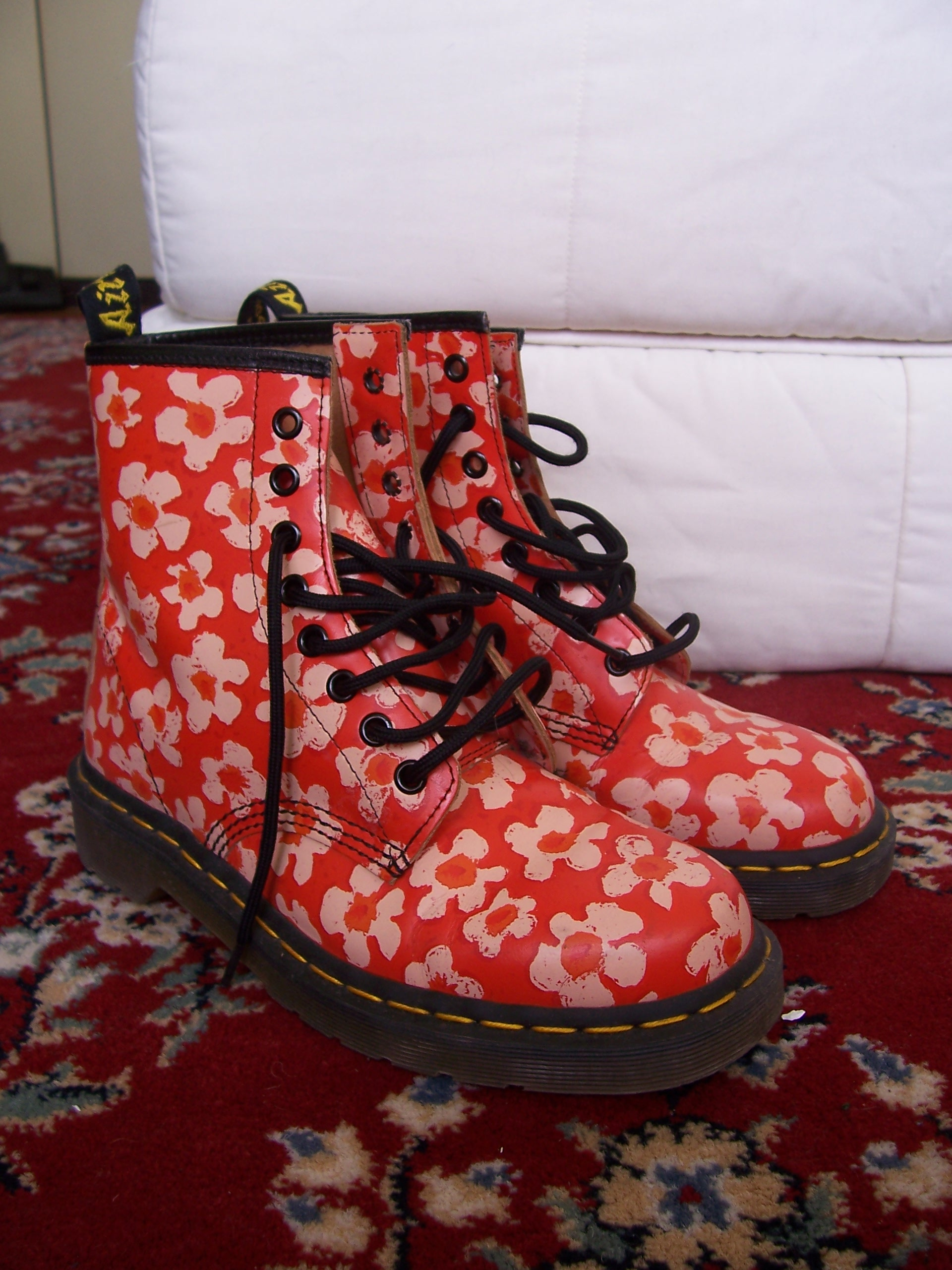
Dr. Martens з квітковим орнаментом